# 豪友会
豪友会（ごうゆうかい）は、高知県高知市に本部を置く暴力団で、特定抗争指定暴力団・六代目山口組の二次団体。

## 来歴

### 初代体制
- 1961年（昭和35年）8月、三代目山口組系中井組組員・中山勝正は、統率する白タク組織の「自動車愛好会」を豪友会に改称した。
- 1970年（昭和45年）、高知市内に俠道会が傘下組織として高知支部を設立した。豪友会とはすぐに対立関係となり、抗争に発展。
- 1978年（昭和53年）に、俠道会系池澤組幹部が豪友会組員に拉致され、殺害される事件が発生。

### 二・三代目体制
- 1985年（昭和60年）、中山が一和会系組員の襲撃を受け急逝し、二代目を岡崎文夫が継承した。
前述の経緯もあり、岡崎率いる二代目豪友会は山一抗争では報復戦に積極的に関与した。特にかつての上部団体である中井組が一和会に属しており、85年中は、双方の間で事務所への発砲や組員の射殺といった攻防が展開された[注 1]。
- 同年3月2日には岡崎が火薬類取締法違反及びに凶器準備集合罪などで逮捕され、後に起訴される。その後、1986年（昭和61年）6月に引退した。
- 1986年（昭和61年）6月、岡崎に代わり、池本審が豪友会三代目会長となった[2]。
- 1992年（平成4年）6月、病気を理由に池本は引退した。

### 四・五代目体制
- 1992年（平成4年）、山内鐘吉が四代目を継承する。
- 1993年（平成5年）9月、五代目山口組組長・渡辺芳則の組長秘書に抜擢された。
- 2005年（平成17年）2月に山内四代目は引退し、跡目を山本克博に譲った。
- 同年2月、山内の引退に伴い、四代目体制で若頭を務めていた山本克博が五代目を継承する。
- 2014年（平成26年）2月に山本五代目が引退したことに伴い、六代目体制に移行した。

## 歴代会長
- 初　代 - 中山勝正（四代目山口組若頭、元中井組若頭）
- 二代目 - 岡崎文夫
- 三代目 - 池本審（五代目山口組若中）
- 四代目 - 山内鐘吉（五代目山口組若中）
- 五代目 - 山本克博（六代目山口組若中）
- 六代目 - 加藤徹次（六代目山口組幹部→六代目山口組若頭補佐）

## 組織
- 会長 - 加藤徹次（1966年〈昭和41年〉2月21日[3]（59歳）六代目山口組若頭補佐[3]）
- 会長代行 - 土居学令（旭成会会長）
- 会長補佐 - 森本茂雄（大龍会会長）
- 若　頭 - 真鍋芳典（五代目坂井組組長）
- 本部長 - 高野志郎（克心会会長）
- 統括委員長 - 岡山一仁（八代目中津川組組長）
- 若頭補佐 - 池田以智郎
- 若頭補佐 - 嶋崎恵
- 若頭補佐 - 和泉利幸（三代目誓心会会長）
- 副会長 - 刈谷俊也（二代目誠龍会会長）
- 副会長 - 大塚和仁（和仁興業会長）
- 舎弟 - 片岡茂男（心誠会会長）
- 幹部 - 竹﨑信介
- 幹部 - 山口耕司（明道會会長）
- 若中 - 西村竜也
- 若中 - 宮下聡（勝仁会会長）
- 若中 - 寒川健治
- 若中 - 柴崎勝利